# Luigi Bassi

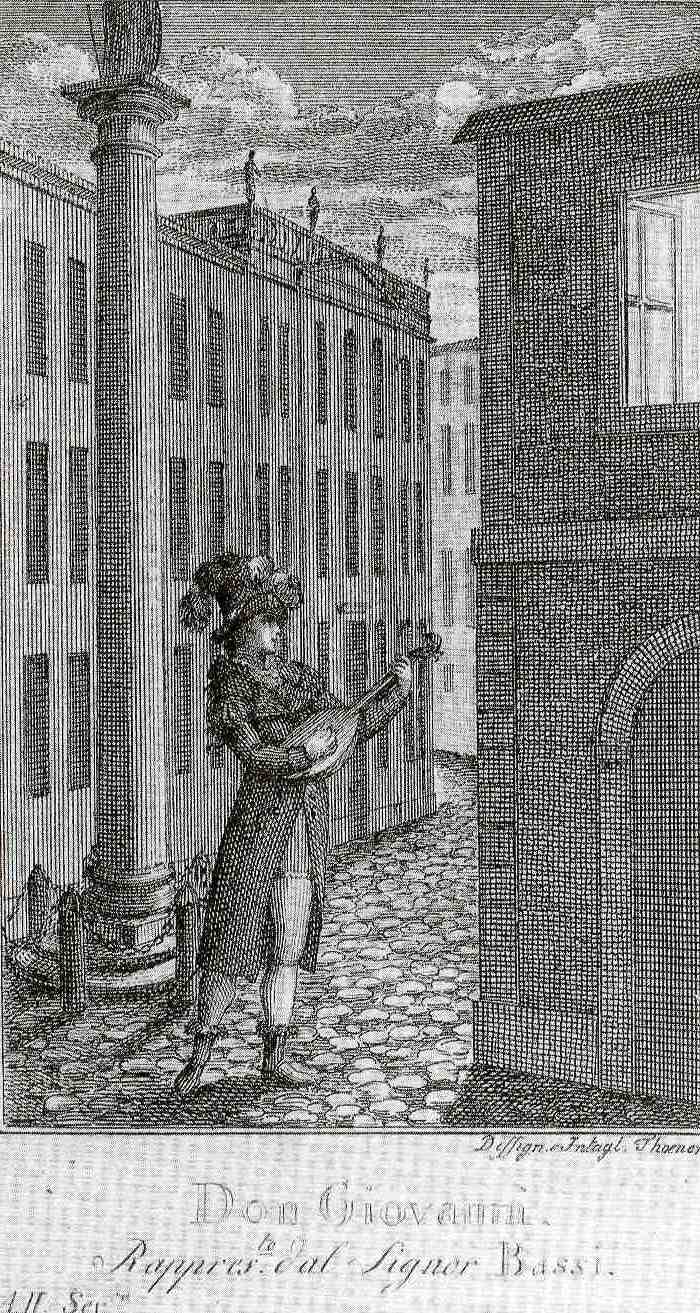
Luigi Bassi in der Titelrolle von Mozarts Don Giovanni 1787

Luigi Bassi (* 4. September oder 5. September 1766 in Pesaro; † 13. September 1825 in Dresden) war ein italienischer Opernsänger mit der Stimmlage Bariton.

## Leben
Schon im 13. Lebensjahr spielte Bassi Frauenzimmerrollen auf Privatbühnen. 1783 debütierte er in Florenz.
Er trat nach seiner Ausbildung in Italien – wenn das überlieferte Geburtsdatum stimmt – bereits mit 21 Jahren in der Uraufführung von Mozarts Don Giovanni in der Titelrolle auf, er wirkte dann als angesehener Sängerdarsteller noch in zahlreichen anderen Rollen zeitgenössischer Opern und Schauspiele, zuletzt auch als Regisseur.
Besonders in jungen Jahren prädestinierten ihn sein besonderes Talent und seine Ausstrahlung für die Rolle des Don Juan, und es ist wahrscheinlich, dass Mozart sich von ihm auch inspirieren ließ.